# Політична система Бутану
Згідно зі статтею 1 Конституції Бутану верховна влада належить народу, а формою правління є «демократична конституційна монархія». Конституція оголошена вищим законом, а функції конституційного суду закріплені за Верховним судом Бутану (англ. The Supreme Court). Задекларовано поділ виконавчої, законодавчої та судової влади.
Главою держави і Верховним головнокомандуючим є Король Бутану.
Законодавча влада належить Парламенту Бутану, що складається з Короля Бутану, Національної ради Бутану і Національної асамблеї Бутану.
Виконавча влада в Бутані належить уряду Бутану, який має назву Lhengye Zhungtshog.
Судову владу в Бутані покладено на Королівські суди в складі Верховного суду, Вищого суду, судів дзонгхагів, судів дунгхагів, а також судів і трибуналів, які можуть бути тимчасово засновані Королем за рекомендацією Національної судової комісії.